# Flores (canção)
Flores é uma canção da banda de rock Titãs, presente no quinto disco da banda e cantada por Branco Mello. Uma regravação da canção apareceu álbum ao vivo Acústico MTV, com Branco Mello e Marisa Monte nos vocais.
O riff do refrão (usado na abertura da versão do Acústico MTV) foi desenvolvido pelo baterista Charles Gavin, um dos autores da faixa.

## Vídeo
O videoclipe da música, dirigindo pelo Jodele Larcher, que ganhou o prêmio MTV Video Music Brasil de 1990, mostra a banda tocando num ambiente florido com vultos e flores flutuando por entre os membros.